# Фанг Дер Тја
Фанг Дер Тја (малајс. Faang Der Tiaa; 25. април 1997) малезијски је пливач чија специјалност су трке мешовитим и делфин стилом на 200 и 400 метара.
Представљао је Малезију на светском првенству у Квангџуу 2019. где се такмичио у тркама на 200 делфин (42. место), 400 мешовито (37), те у штафети 4×100 слободно (25. место у квалификацијама). 